# Serie A1 2002 (baseball)
La Serie A1 2002 del Campionato italiano di baseball è stata disputata da dieci squadre ed ha avuto una stagione regolare di 54 partite con 3 incontri settimanali, un'andata e un ritorno. Le prime 4 squadre della classifica dopo la stagione regolare si sono affrontate in due semifinale al meglio delle sette partite. Le due vincitrici si sono affrontate nella finali scudetto sempre al meglio delle sette partite, designando così la squadra campione d'Italia. Le ultime due classificate nella stagione regolare sono retrocesse in Serie A2.

## Classifiche finali[1]

### Stagione regolare
| Classifica                 | PG | PV | PP | PCT  |
| -------------------------- | -- | -- | -- | ---- |
| Italeri Bologna            | 54 | 39 | 15 | .722 |
| Semenzato Rimini           | 54 | 39 | 15 | .722 |
| Caffè Danesi Nettuno       | 54 | 37 | 17 | .685 |
| La Gardenia Grosseto       | 54 | 35 | 15 | .648 |
| CUS Cantine Ceci Parma     | 54 | 30 | 24 | .556 |
| G.B. Ricambi Modena        | 54 | 27 | 27 | .500 |
| Colavita Anzio             | 54 | 21 | 32 | .396 |
| Faliero Sarti Firenze      | 54 | 20 | 34 | .370 |
| Semex Codogno              | 54 | 14 | 40 | .259 |
| Paternò Città dei Normanni | 54 | 7  | 46 | .132 |

### Semifinali
| Classifica       | PG | PV | PP |
| ---------------- | -- | -- | -- |
| Semenzato Rimini | 5  | 4  | 1  |
| Italeri Bologna  | 5  | 1  | 4  |

| Classifica           | PG | PV | PP |
| -------------------- | -- | -- | -- |
| Caffè Danesi Nettuno | 6  | 4  | 2  |
| La Gardenia Grosseto | 6  | 2  | 4  |

### Finali scudetto
| Classifica           | PG | PV | PP |
| -------------------- | -- | -- | -- |
| Semenzato Rimini     | 5  | 4  | 1  |
| Caffè Danesi Nettuno | 5  | 1  | 4  |